# Бабенко Марфа Пилипівна
Марфа Пилипівна Бабенко (нар. 7 листопада 1935, Вінницька область — пом. 19 грудня 1982) — українська радянська колгоспниця, свинарка, передовик сільськогосподарського виробництва, Герой Соціалістичної Праці.

## Біографія
Народилася 7 листопада 1935 року у Вінницькій області. Закінчила школу, працювала бібліотекарем в селі Соболівці. В 1953 році перейшла працювати на відстаючу свиноферму колгоспу «Росія», де домоглася високих результатів в роботі. У восьмій п'ятирічці отримала в середньому за рік від кожної закріпленої за нею свиноматки по 22 поросят.  У 1972 році отримала в середньому від кожної з 30 свиноматок по 22,7 поросят. 
Заочно закінчила ветеринарний факультет сільськогосподарського інституту. Обиралася делегатом XXII і XXIV з'їздів КПРС. Померла 19 грудня 1982 року.

## Нагороди
- Герой Соціалістичної Праці: медаль «Серп і Молот» № 18100, орден Леніна № 405809 (8 квітня 1971; за видатні успіхи, досягнуті в розвитку сільськогосподарського виробництва та виконанні п'ятирічного плану продажу державі продуктів землеробства і тваринництва);
- орден «Знак Пошани» (6 вересня 1973).